# West Allen
West Allen – civil parish w Anglii, w hrabstwie Northumberland. W 2011 civil parish liczyła 279 mieszkańców. W obszar civil parish wchodzą także Coalcleugh, Hesleywell i Keirsleywell Row.